# Gustave-Joseph Munier
Gustave-Joseph Munier (1828-1897) est un général de division de la IIIe République.

## Biographie
Gustave-Joseph Munier naît à Metz le 2 juin 1828. Il passe les premières années de sa vie à l'Hôtel de Burtaigne à Metz. Sur les traces de son père, il s'engage très tôt dans l'armée en préparant l'École spéciale militaire de Saint-Cyr en 1846. Il en sort sous-lieutenant en 1848. Il combat en Crimée, en Kabylie, à Magenta et Solférino. Promu capitaine en 1855 puis chef de bataillon à la Légion étrangère en 1859, il prend part en cette qualité à l’expédition du Mexique. Après cette carrière militaire classique, nommé colonel en 1869, il revient se battre contre l’Allemagne sur son sol natal.
La Guerre franco-allemande de 1870 lui permet de montrer sa bravoure, ce qui n’empêchera nullement la défaite des troupes françaises. Il s'illustre notamment à la tête du 89e régiment d'infanterie de ligne à la bataille de Sedan, où son régiment est décimé. Lui-même perd deux chevaux, tués sous lui. 
Après guerre, Munier est affecté à Blida au 1er régiment de tirailleurs algériens, où il reste jusqu'en 1874. Nommé général de brigade, Munier prend ses nouvelles fonctions à Belfort. Promu général de division, il est nommé à la tête de la 36e division d'infanterie, et s'installe à Bayonne, puis à Vannes en 1881. Le général de division Gustave-Joseph Munier est élevé à la dignité de Grand officier de la légion d'honneur le 9 juillet 1888. 
D'un caractère bouillant, Munier est condamné le 16 décembre 1894 pour diffamation, ce qui ne l’empêche pas d'entamer un recours, qu'il obtient du président Félix Faure.
Gustave-Joseph Munier meurt le 6 mai 1897, des suites de ses blessures, deux jours après l'incendie du bazar de la Charité, où il portait secours aux victimes,.

## Distinctions
- Grand-croix de l'Ordre ottoman du Medjidié[2]
- Grand-croix de l'Ordre suédois de l'épée[2]
- Grand-croix de l'Ordre espagnol d'Isabelle la Catholique[2]
- Chevalier de la Légion d'honneur le 13 août 1857[3]
- Officier de la Légion d'honneur le 11 février 1868[3]
- Commandeur de la Légion d'honneur le 19 mai 1871[3]
- Grand officier de la Légion d'honneur le 9 juillet 1888[3]

## Sources
- Historique de la 30e promotion de Saint-Cyr (1846-1848) sur saint-cyr.org.